# Sigmund Freud
Sigmund Freud (tên đầy đủ là Sigismund Schlomo Freud; 6 tháng 5 năm 1856 – 23 tháng 9 năm 1939) là một bác sĩ thần kinh và là nhà tâm lý học người Áo. Ông là người đặt nền móng và phát triển học thuyết phân tâm học. Cho đến ngày nay mặc dù lý thuyết phân tâm học của ông còn gây nhiều tranh cãi và người ta còn đang so sánh hiệu quả của các phương pháp phân tâm học của ông với các phương pháp điều trị khác, nhưng cũng phải thừa nhận rằng ông là một nhà tư tưởng có ảnh hưởng lớn trong thế kỷ 20.

## Tiểu sử

Gia đình Jacob Freud - ảnh chụp năm 1878 - Sigmund Freud là người đứng thứ tư từ trái qua

### Gia cảnh
Gia đình ông là người Do Thái. Ông nội nhà khoa học tên là Schlomo Freud, mất tháng 2/1856. Cha của Freud một nhà buôn vải bình thường và Mẹ của Freud là đời vợ thứ ba, kém chồng 20 tuổi. Freud có hai người anh cùng cha khác mẹ chạc tuổi với mẹ mình và hai người cháu trai trạc tuổi với mình.
Tên họ đầy đủ của “cha đẻ” ngành phân tâm học là  Sigismund Schlomo Freud. “Schlomo”, theo tên vua Solomon, được người cha đặt để tưởng nhớ tới ông nội đã mất. Tên "Sigismund" là do mẹ ông đặt, nhưng năm 17 tuổi, Freud tự đổi "Sigismund" thành "Sigmund" vì mặc cảm với nguồn gốc Do Thái của mình. 

### Thời niên thiếu
Cách Praha, thủ đô nước Cộng hòa Séc khoảng 130 dặm về phía đông là thành phố Freiberg (sau đổi tên là Pribor), một thành phố nhỏ thuộc vùng Moravia nằm gần biên giới Ba Lan. Sigmund Freud sinh ngày 6 tháng 5 năm 1856 trong một gia đình Do Thái chính thống. Theo phong tục, cậu bé được đặt một tên Do Thái là Schlomo, theo tên vua Solomon và cũng là tên người ông của cậu. Mẹ ông, một phụ nữ người Viên, là vợ thứ ba của Jacob, cha ông, và khi sinh Sigmund bà chỉ mới 21 tuổi. Cha của Freud là một nhà buôn len bình thường, tính tình hòa nhã, hơn người vợ ba của mình đến 20 tuổi.
Hai con trai với người vợ đầu của Jacob sống gần đó, tuổi gần bằng tuổi mẹ của cậu bé Sigmund, còn các con của những người cậu của Sigmund thì là những bạn chơi thời thơ ấu của Sigmund.
Những năm tháng sống ở Freiberg là những năm tháng rất đẹp trong thời thơ ấu của cậu bé Freud. Nhưng tại đây, ông cũng có những kỷ niệm buồn khi người em trai ngay sau ông, người mà ông luôn ghen tị khi thấy em mình được dành nhiều sự quan tâm của bố mẹ hơn lúc mới ra đời, đã mất khi chỉ mới 7 tháng tuổi. Cái chết của em làm Freud có cảm giác tội lỗi sâu sắc. Chính những ký ức về thời gian tại nơi này đã là chủ đề của nhiều bài viết sau này của ông.
Từ nhỏ, Freud đã sớm bộc lộ là một cậu bé thông minh, nhạy cảm. Ở trường, Freud là một học sinh giỏi, cậu được vào trung học sớm một năm, và liên tục đứng đầu lớp trong những năm trung học. Freud là một cậu bé đọc rộng, nắm vững tiếng Latinh, Hy Lạp, Pháp, Anh và Ý.
Tài năng và thành công trong học tập của Freud được gia đình trân trọng. Tuy điều kiện gia đình khó khăn về tài chính nhưng cậu bé luôn được cha tạo điều kiện thuận lợi nhất cho việc học của mình. Vào nửa sau thế kỷ 19, với sự phát triển của tư sản Tiệp, đe dọa đến cuộc sống của các thương nhân Do Thái. Cha của Freud nhận thấy cuộc sống tại Freiberg không còn đảm bảo nữa, năm 1860, ông quyết định chuyển gia đình lên sinh sống tại Wien. Trong thời gian này, cậu bé lại có thêm những người em nữa. Đó là những năm khó khăn, gia đình đông người nhưng sống trong một căn nhà nhỏ. Tuy nhiên, cậu bé Freud vẫn được ưu ái dành riêng cho một căn phòng, có cửa sổ, giá sách, ghế và bàn viết, và được dùng đèn dầu, trong khi cả nhà phải dùng nến.
Lúc còn nhỏ, Freud đối với em mình lại là một ông anh khó tính, hống hách. Cậu giúp các em học, nhưng kiểm tra sách các em đọc, cấm các em đọc Balzac và Dumas, lại hay thuyết giảng...
Những năm thanh thiếu niên của ông, Wien, dù vẫn còn chủ nghĩa bài Do Thái, nhưng là một nơi của chủ nghĩa tự do chính trị. Nguyên tắc bình quyền giữa các tôn giáo được chính quyền tán thành. Thanh niên Do Thái lúc bấy giờ có đầy đủ các quyền công dân và quyền gia nhập các đoàn thể. Freud cũng không ngoại lệ. Ông mong muốn theo học ngành luật, nhưng mùa thu năm 1873, Freud lại vào khoa y trường Đại học Wien. 

### Hôn nhân
Câu chuyện tình yêu giữa Sigmund Freud và Martha Bernays bắt đầu vào một tối tháng 4 năm 1882 khi Freud gặp gia đình Bernays tại nhà mình. Freud ngay lập tức bị cuốn hút bởi vẻ đẹp của Martha, bạn thân của em gái ông. Freud đã quyết tâm cưới Martha làm vợ từ cái nhìn đầu tiên, dù bà xuất thân từ một gia đình có quan điểm tôn giáo bảo thủ. Ông thường xuyên ghé thăm nhà Martha, dẫn bà đi tham quan Vienna, và luôn bàn luận về nghệ thuật và văn chương. Freud nghiêm túc trong việc thể hiện tình yêu và ông luôn gửi tặng Martha hoa hồng mỗi ngày, dù nguồn thu nhập của mình khiêm tốn. Freud chứng tỏ quyết tâm và tình cảm của mình đối với Martha, bất chấp những rào cản trong mối quan hệ của họ. Và sau đó, Martha gửi thư kèm với bánh ngọt nướng tự làm cho Freud để đáp lễ.
Mùa hè năm 1882, Sigmund lần đầu tiên đã bí mật bắt tay Martha khi bà đến gia đình ông dự tiệc tối. Nhà báo Lyukimson viết: “Phải là một người Do Thái thì mới có thể hiểu hết sự hấp dẫn thể chất của khoảnh khắc căng thẳng đó. Luật Do Thái, mà Martha tuân thủ rất nghiêm ngặt, quy định rằng nam nữ phải thụ thụ bất thân và quy định này vẫn có hiệu lực đối với cả hôn thê lẫn hôn phu trước khi họ chính thức tổ chức đám cưới. Chính vì thế đối với một tín đồ mộ đạo như Martha, cái bắt tay còn mang ý nghĩa nhạy cảm” 
Ngày 17/6 năm 1882, Sigmund chính thức cầu hôn và Martha đồng ý. Để đánh dấu chuyện yêu đương, Martha đã giấu cha mẹ tặng cho Sigmund chiếc nhẫn mà bà đang đeo trên tay, được thừa hưởng từ ông nội, nhà truyền giáo Rabbi Isaac Bernays. Để gia đình Bernays không nhận ra sự mất mát này,  Freud đã đặt làm một phiên bản nhẫn giống y hệt như thế, chỉ nhỏ hơn một chút cho bà. 4 năm từ khi cầu hôn tới lúc cưới chính thức năm 1886, Sigmund Freud đã viết cho Martha 900 lá thư. Theo một số nguồn, dù Freud cho rằng, Martha với tư cách người vợ mắc chứng lãnh cảm nhưng cuộc hôn nhân của họ vẫn bền vững tới cuối đời.

### Cuối đời
Trong 16 năm cuối đời, Sigmund Freud sống cùng với căn bệnh ung thư miệng và phải chịu đựng hàng loạt cuộc phẫu thuật nghiêm trọng. Từ khi bệnh được chẩn đoán vào mùa xuân năm 1923, ông đã trải qua 33 cuộc phẫu thuật, nhiều trong số đó rất nặng và một số thậm chí không thành công. Ernest Jones, trong một nghiên cứu về cuộc đời Freud, đã ghi lại rằng sự suy yếu của sức khỏe ông đã diễn ra một cách tàn nhẫn, nhưng ông vẫn dũng cảm đối diện và chấp nhận thực tế đau đớn đó.
Mặc dù bị ảnh hưởng nặng nề bởi căn bệnh, Freud không từ bỏ nghiên cứu. Những tác phẩm quan trọng nhất và có tầm ảnh hưởng sâu sắc của ông đã ra đời trong thời kỳ đau đớn này. Ông vẫn tiếp tục hành nghề phân tâm học, tiếp nhận và điều trị bệnh nhân, thậm chí lên tới bốn người một ngày, cho đến gần cuối đời. Mặc dù không còn tham gia nhiều vào các sự kiện công cộng sau năm 1923 do sự suy giảm về ngôn ngữ diễn thuyết, những ý tưởng của Freud vẫn tiếp tục sống động và có ảnh hưởng lớn đến lĩnh vực tâm lý học và xã hội. Freud qua đời vào ngày 23 tháng 9 năm 1939, nhưng di sản của ông vẫn được trân trọng và tiếp tục cải thiện sự hiểu biết về tâm lý con người đến ngày nay.

## Con đường đến với khoa học
Trong thời gian học y khoa, ông tỏ rất rõ quan tâm của mình đến sinh lý y khoa và sớm có những công trình nghiên cứu về sinh lý rất quan trọng, mặc dù ông còn rất trẻ. Năm 1876, ông được nhận làm sinh viên nghiên cứu ở viện sinh lý nổi tiếng của Ernst Brücke, ở đó ông tiếp tục nghiên cứu các vấn đề về sinh lý thần kinh.
Năm 1881, ông mới học xong đại học, và được công nhận là bác sĩ y khoa. Nhưng bản thân Freud, ông chưa bao giờ cho mình là thầy thuốc thực hành, và trong giai đoạn này, Freud luôn tìm kiếm cho mình một hướng đi sâu hơn về sinh lý học y khoa, và ông vẫn tiếp tục công việc của mình tại viện sinh lý cho đến khi ông đính hôn.
Năm 1882, Freud gặp và yêu, rồi đính hôn với Martha Bernay, một cô gái nhỏ bé, thông minh, xuất thân từ một gia đình có truyền thống trí thức và văn hóa Do Thái. Điều kiện làm việc tại viện sinh lý không cho phép Freud có thể lo lắng cho cả một gia đình dù đó là một gia đình nhỏ. Nếu muốn cưới vợ, ông phải có thu nhập thêm, vì vậy ông quyết định bỏ việc tại viện sinh lý, và đến làm việc tại bệnh viện đa khoa Wien.

### Những thất bại
Lúc này, Freud, một chàng trai trẻ tuổi, khát khao có được thành công trong khoa học, vì vậy, ông luôn muốn có được một khám phá mà ông hi vọng rằng có thể đem đến công danh cũng như tiền bạc. Điều đó ông đã lỡ mất chỉ trong gang tấc.
Năm 1884, Freud đọc được một tài liệu viết về một bác sĩ quân y Đức sử dụng thành công cocain để tăng cường năng lực và sự chịu đựng cho binh sĩ. Ông đã quyết định dùng chính mình để thử, và nhận thấy mình trở nên khỏe khoắn, khả năng làm việc tăng lên. Lập tức ông khuyên một số đồng nghiệp của mình dùng thử, trong đó có Ernst von Fleischl-Marxow, một bác sĩ tài giỏi nhưng nghiện morphin. Freud cho rằng cocain có thể chữa được chứng nghiện morphin, vì thế Ernst von Fleischl-Marxow hăm hở dùng, và nhanh chóng đạt đến liều cao.
Trong số đồng nghiệp của Freud được giới thiệu về cocain, có Carl Koller, một bác sĩ nhãn khoa. Koller đã nhận thấy cocain có thể làm thuốc gây tê tại chỗ trong phẫu thuật mắt, ông đã nhanh chóng nghiên cứu và đã thành công. Ông đã nhanh chóng công bố phát hiện của mình, và gây được tiếng vang, được giới khoa học công nhận.
Thực ra Freud cũng biết đến tác dụng này của cocain, nhưng đáng tiếc là ông không lưu tâm đến điều này, không đi sâu tìm hiểu. Freud đã bỏ lỡ cơ hội. Không những thế, Fleischl-Marxow, người bạn của ông đã trở thành kẻ nghiện không chỉ morphin mà cả cocain. Fleischl-Marxow nhanh chóng suy sụp, lâm vào trạng thái thần kinh lẫn lộn, bị kích động, lo lắng và ảo giác, và chết sau đó vài năm.
Trong khi đó trên thế giới bắt đầu có nhiều báo cáo về ngộ độc cocain, còn Freud bị chỉ trích nặng nề vì biện hộ cho cocain. Sự chỉ trích này có thể coi là vết nhơ trong cuộc đời ông, và nó cũng là một lý do khiến những ý tưởng sau này của ông không được quan tâm đánh giá đúng mức.
Lúc thuyết Phân tâm học mới ra đời, thì cả nó lẫn tác giả của nó đều không được ủng hộ. Người ta không bán bánh mì cho Sigmund Freud nên ông phải che mặt nếu muốn mua được bánh mì.

### Và những khám phá trong phân tâm học
Tuy câu chuyện buồn về Fleischl-Marxow là một thất bại ảnh hưởng đến uy tín của ông Freud lúc đó nhưng Brücke và một số giáo sư ở Đại học Wien tin tưởng. Cũng vì sự ủng hộ của những giáo sư này mà năm 1885, ông được đề bạt làm giảng viên danh dự tại đại học này, một vị trí rất được trọng nể.
Lúc này, tâm bệnh học bắt đầu có những bước phát triển tại châu Âu, nhất là tại Pháp. Tại đây, hysteria và thuật thôi miên là những đề tài y học nghiêm túc, được nghiên cứu, chú ý và gây nhiều tranh cãi trong giới y khoa. Đi tiên phong trong lãnh vực này là Jean Martin Charcot - một nhà thần kinh học lớn. Bệnh viện Salpêtrière của Charcot đã trở thành thánh địa cho các nhà thần kinh học đến thăm.
Tuy nhiên, tại Đức và Áo, hysteria bị khinh thị, giới y học ở đây cho rằng đó là chứng bệnh của đàn bà, với những triệu chứng không tìm được nguyên nhân. Những bệnh nhân bị bệnh tâm thần kinh thì bị coi thường, tại các bệnh viện, họ được điều trị bằng kích thích điện và những thứ thuốc không hiệu quả.
Freud, cũng như những nhà thần kinh học khác, đã tìm đến bệnh viện của Charcot. Chính tài năng, tri thức cùng uy tín của Charcot đã mang lại nhiệt tình cho Freud. Trong một lá thư ông gửi cho Martha - người vợ chưa cưới của mình, ông viết: "Không có người nào từng tác động nhiều đến anh như vậy". Ông đã dịch các bài viết của Charcot sang tiếng Đức. Và chính Charcot đã làm Freud quan tâm đặc biệt đến bệnh học tâm lý. Ông cũng treo bức tranh khắc của André Brouillet "Bài học lâm sàng của bác sĩ Charcot" tại phòng khám của mình ở số 19 phố Berggasse, người con trai đầu lòng chào đời năm 1889 cũng được ông đặt tên là Jean Martin để tôn vinh người thầy của mình. Trong suốt cuộc đời làm việc về sau, Freud vẫn hay trích dẫn câu nói của Charcot: "Lý thuyết thì tốt, nhưng không ngăn được thực tiễn tồn tại", để chỉ trích thái độ chỉ biết chấp nhận những kiến thức thu được mà không hề phê phán.
Freud đã được trao Giải Goethe năm 1930.

## Di sản

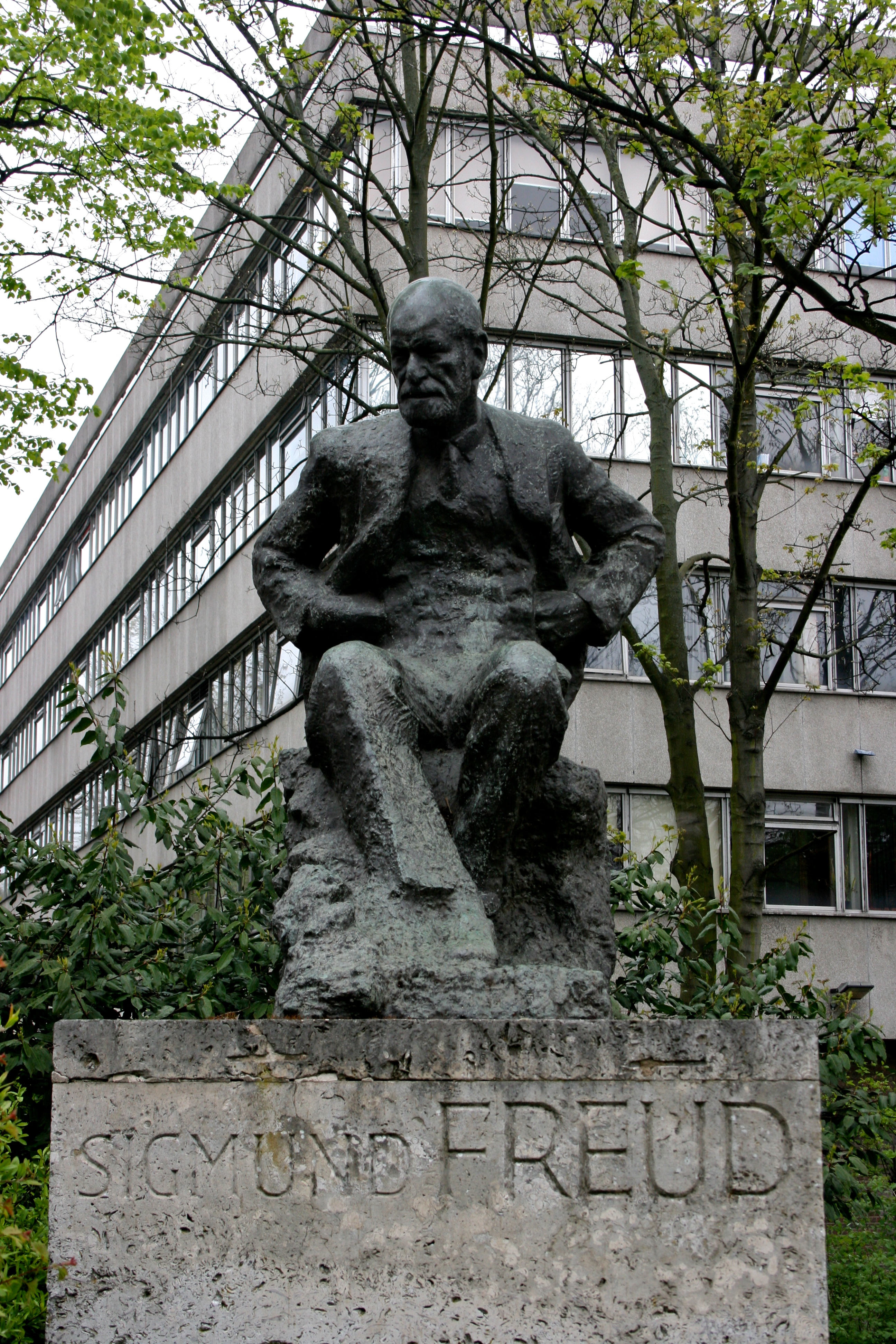
Đài tưởng niệm Sigmund Freud ở Hampstead, Bắc Luân Đôn năm 1971 của Oscar Nemon nằm gần nơi Sigmund và Anna Freud sống, hiện là Bảo tàng Freud. Tòa nhà đằng sau bức tượng là Phòng khám Tavistock, một tổ chức chăm sóc sức khỏe tâm lý lớn.

Di sản của Freud, mặc dù gây tranh cãi, được Stephen Frosh mô tả là "một trong những ảnh hưởng mạnh nhất đến tư tưởng thế kỷ 20, tác động của nó chỉ có thể so sánh với Học thuyết Darwin và chủ nghĩa Marx." [185] Henri Ellenberger nói rằng phạm vi ảnh hưởng của nó thấm đẫm "tất cả các lĩnh vực văn hóa... đến mức làm thay đổi cách sống và quan niệm của chúng ta về con người." [186]

### Tâm lý trị liệu
Mặc dù không phải là phương pháp đầu tiên trong thực hành trị liệu tâm lý bằng lời nói cá nhân, [187] Hệ thống phân tâm học của Freud đã thống trị lĩnh vực này từ đầu thế kỷ XX, tạo thành nền tảng cho nhiều biến thể sau này. Mặc dù các hệ thống này đã áp dụng các lý thuyết và kỹ thuật khác nhau, tất cả đã theo Freud bằng cách cố gắng đạt được sự thay đổi tâm lý và hành vi thông qua việc bệnh nhân nói về những khó khăn của họ. [4] Phân tâm học không có ảnh hưởng như trước đây ở Châu Âu và Hoa Kỳ, mặc dù ở một số nơi trên thế giới, đặc biệt là Châu Mỹ Latinh, ảnh hưởng của nó trong thế kỷ 20 sau đó đã mở rộng đáng kể. Phân tâm học cũng vẫn có ảnh hưởng trong nhiều trường trị liệu tâm lý đương đại và đã dẫn đến công việc trị liệu sáng tạo trong trường học và với các gia đình và các nhóm. [188] Có một nghiên cứu đáng kể chứng minh tính hiệu quả của các phương pháp phân tích lâm sàng và các liệu pháp quá trình tâm thần liên quan trong điều trị một loạt các rối loạn tâm lý.
Những người theo thuyết Freud mới gồm có Alfred Adler, Otto Rank, Karen Horney, Harry Stack Sullivan và Erich Fromm đã bác bỏ lý thuyết về sự thúc đẩy bản năng của Freud, nhấn mạnh mối quan hệ giữa các cá nhân và sự tự quyết và sửa đổi thực tiễn trị liệu. Adler bắt nguồn từ cách tiếp cận, mặc dù ảnh hưởng của ông là gián tiếp do ông không thể xây dựng một cách có hệ thống các ý tưởng của mình. Phân tích theo thuyết Freud mới chú trọng nhiều hơn vào mối quan hệ của bệnh nhân với nhà phân tích và ít khám phá về vô thức.
Carl Jung tin rằng vô thức tập thể mà vốn phản ánh trật tự vũ trụ và lịch sử của loài người là phần quan trọng nhất của tâm trí. Nó chứa các nguyên mẫu, được biểu hiện trong các biểu tượng xuất hiện trong giấc mơ, trạng thái tâm trí bị xáo trộn và các sản phẩm văn hóa khác nhau. Người theo trường phái Jung ít quan tâm đến sự phát triển của trẻ sơ sinh và xung đột tâm lý giữa mong muốn và các tác động khiến chúng nản lòng hơn là sự hòa nhập giữa các bộ phận khác nhau của con người. Đối tượng của liệu pháp trường phái Jung là sửa chữa những chia tách như vậy. Jung đặc biệt tập trung vào các vấn đề của cuộc sống giữa và sau này. Mục tiêu của ông là cho phép mọi người trải nghiệm các khía cạnh tách rời của bản thân, chẳng hạn như anima (bản thân phụ nữ bị đàn áp của đàn ông), animus (bản thân đàn ông bị đàn áp của phụ nữ), hoặc mặt tối (hình ảnh bản thân thấp kém) và nhờ đó đạt được trí tuệ.
Jacques Lacan tiếp cận phân tâm học thông qua ngôn ngữ học và văn học. Lacan tin rằng công việc thiết yếu của Freud đã được thực hiện trước năm 1905 và liên quan đến việc giải thích giấc mơ, triệu chứng thần kinh và trượt chân, dựa trên cách hiểu ngôn ngữ mang tính cách mạng và mối quan hệ của nó với kinh nghiệm và tính chủ quan, và tâm lý học bản ngã và các học thuyết về quan hệ đối tượng dựa trên sự hiểu sai về công trình của Freud. Đối với Lacan, khía cạnh quyết định của trải nghiệm con người không phải là bản thân (như trong tâm lý học bản ngã) cũng không phải là quan hệ với người khác (như trong lý thuyết quan hệ đối tượng) mà là ngôn ngữ. Lacan thấy mong muốn quan trọng hơn nhu cầu và coi đó là điều không thể chấp nhận được.
Wilhelm Reich đã phát triển những ý tưởng mà Freud đã phát triển khi bắt đầu cuộc điều tra phân tâm học của mình nhưng sau đó bị thay thế nhưng cuối cùng không bao giờ bị loại bỏ. Đây là những khái niệm về Actualneurosis và một lý thuyết về sự lo lắng dựa trên ý tưởng về ham muốn tình dục. Theo quan điểm ban đầu của Freud, những gì thực sự xảy ra với một người ("thực tế") đã xác định kết quả xử lý thần kinh. Freud áp dụng ý tưởng đó cho cả trẻ sơ sinh và người lớn. Trong trường hợp trước đây, sự quyến rũ đã được tìm kiếm là nguyên nhân của các chứng thần kinh sau này và trong sự giải phóng tình dục không hoàn chỉnh sau đó. Khác với Freud, Reich giữ lại ý tưởng rằng trải nghiệm thực tế, đặc biệt là trải nghiệm tình dục có ý nghĩa quan trọng. Đến thập niên 1920, Reich đã "đưa những ý tưởng ban đầu của Freud về việc giải phóng tình dục đến mức chỉ định cực khoái là tiêu chí của chức năng lành mạnh." Reich cũng "phát triển ý tưởng của mình về nhân vật thành một dạng mà sau này sẽ thành hình, đầu tiên là" áo giáp cơ ", và cuối cùng là một bộ chuyển đổi năng lượng sinh học phổ quát," cực khoái "."
Fritz Perls, người đã giúp phát triển liệu pháp cấu trúc hình thức đã bị ảnh hưởng của Reich, Jung và Freud. Ý tưởng chính của trị liệu bằng cấu trúc hình thức là Freud đã bỏ qua cấu trúc của nhận thức, "một quá trình tích cực hướng tới việc xây dựng các toàn thể có ý nghĩa có tổ chức... giữa một sinh vật và môi trường của nó." Những toàn thể này, được gọi là cấu trúc hình thức, là "mô hình liên quan đến tất cả các lớp chức năng sinh vật - suy nghĩ, cảm giác và hoạt động." Chứng loạn thần kinh chức năng được coi là sự phân chia trong sự hình thành các cấu trúc hình thức và sự lo lắng khi sinh vật cảm nhận được "cuộc đấu tranh hướng tới sự thống nhất sáng tạo của nó." Liệu pháp cấu trúc hình thức cố gắng chữa bệnh cho bệnh nhân thông qua việc đặt họ tiếp xúc với "nhu cầu sinh vật tức thời". Perls từ chối cách tiếp cận bằng lời nói của phân tâm học cổ điển; nói chuyện trong liệu pháp cấu trúc hình thức phục vụ mục đích tự thể hiện hơn là đạt được sự hiểu biết về bản thân. Liệu pháp cấu trúc hình thức thường diễn ra theo nhóm và trong các "hội thảo" tập trung thay vì được trải ra trong một thời gian dài; nó đã được mở rộng thành các hình thức sinh hoạt chung mới.
Liệu pháp cơ bản của Arthur Janov, vốn là một liệu pháp tâm lý hậu Freud có ảnh hưởng giống như trị liệu phân tâm học, nhấn mạnh vào trải nghiệm thời thơ ấu nhưng cũng có những khác biệt với nó. Mặc dù lý thuyết của Janov gần giống với ý tưởng ban đầu của Freud về Actualneurosis, anh ta không có tâm lý năng động mà là một tâm lý tự nhiên như Reich hoặc Perls, trong đó nhu cầu là chính yếu trong khi mong muốn là phái sinh và có thể phân tán khi cần. Mặc dù có bề ngoài tương tự như ý tưởng của Freud nhưng lý thuyết của Janov thiếu một báo cáo tâm lý chặt chẽ về vô thức và niềm tin vào tình dục trẻ sơ sinh. Mặc dù đối với Freud có một hệ thống các tình huống nguy hiểm nhưng đối với Janov, sự kiện quan trọng trong cuộc đời của trẻ là nhận thức rằng cha mẹ không yêu thích nó. [191] Janov viết trong The Primal Scream (1970) rằng liệu pháp nguyên thủy theo một số cách đã trở lại với những ý tưởng và kỹ thuật ban đầu của Freud. Janov writes in The Primal Scream (1970) that primal therapy has in some ways returned to Freud's early ideas and techniques.
Ellen Bass và Laura Davis, đồng tác giả của The Courage to Heal (1988), được mô tả là "nhà vô địch của quyền kiêm hưởng" bởi Frederick Crews. Họ coi Freud là người có ảnh hưởng quan trọng đến họ. Mặc dù theo quan điểm của ông, họ không những mắc nợ phân tâm học cổ điển mà còn mắc nợ với "Freud của tiền phân tâm học... người được cho là thương hại cho những bệnh nhân cuồng loạn của mình, thấy rằng tất cả họ đều chứa chấp những ký ức về lạm dụng thời thơ ấu... và chữa khỏi cho họ bằng cách không biết đến sự đàn áp của họ." Crews thấy Freud đã dự đoán hoạt động ký ức ức chế bằng cách nhấn mạnh "mối quan hệ nhân quả cơ học giữa triệu chứng học và sự kích thích sớm của vùng cơ thể này hay vùng cơ thể khác" và với tiên phong là "kỹ thuật của nó phù hợp với triệu chứng của bệnh nhân với một "ký ức" đối xứng tình dục. "Crews tin rằng sự tự tin của Freud trong việc hồi tưởng chính xác những ký ức ban đầu dự đoán các lý thuyết về các nhà trị liệu ức chế ký ức như Lenore Terr, theo quan điểm của ông đã dẫn đến việc mọi người bị cầm tù hoặc tham gia kiện tụng.

#### Lý thuyết của Freud[11][12][13]
- Tâm trí vô thức, còn gọi là tính cách (Bản năng, bản ngã, và siêu ngã) [14]
- Bản năng sống và cái chết
- Sự phát triển tâm lý và tình dục trẻ sơ sinh [15]
- Cơ chế phòng vệ [16][17]
- Phân tâm học
- Giấc mơ [18]

### Khoa học
Các dự án nghiên cứu được thiết kế để kiểm tra lý thuyết của Freud theo kinh nghiệm đã dẫn đến một tài liệu rộng lớn về chủ đề này. Các nhà tâm lý học người Mỹ bắt đầu cố gắng nghiên cứu sự đàn áp trong phòng thí nghiệm thực nghiệm vào khoảng năm 1930. Năm 1934, khi nhà tâm lý học Saul Rosenzweig gửi lại sách tái bản của Freud về nỗ lực nghiên cứu sự đàn áp của mình, Freud đã trả lời bằng một lá thư từ chối nói rằng "sự phong phú của những quan sát đáng tin cậy" vào các xác nhận phân tâm học được dựa trên việc thực hiện chúng mà "không phụ thuộc vào xác minh thực nghiệm". Seymour Fisher và Roger P. Greenberg kết luận vào năm 1977 rằng một số khái niệm của Freud được hỗ trợ bởi bằng chứng thực nghiệm. Phân tích tài liệu nghiên cứu của họ ủng hộ các khái niệm của Freud về các tập hợp tính cách miệng và hậu môn, một báo cáo của ông về vai trò của các yếu tố Oedipal trong các khía cạnh nhất định của hoạt động tính cách nam giới, các công thức của ông về mối quan tâm tương đối lớn hơn về mất tình yêu ở phụ nữ so với cơ cấu nhân cách nam giới và quan điểm của ông về tác động xúi giục của những lo lắng đồng tính luyến ái đối với sự hình thành ảo tưởng hoang tưởng. Họ cũng tìm thấy sự hỗ trợ hạn chế và không rõ ràng cho các lý thuyết của Freud về sự phát triển của đồng tính luyến ái. Họ phát hiện ra rằng một số lý thuyết khác của Freud bao gồm miêu tả giấc mơ của ông chủ yếu là những bí mật, những ước muốn vô thức, cũng như một số quan điểm của ông về tâm lý học phụ nữ, không được hỗ trợ hoặc mâu thuẫn bởi nghiên cứu. Xem xét lại các vấn đề một lần nữa vào năm 1996, họ kết luận rằng có nhiều dữ liệu thực nghiệm liên quan đến công trình nghiên cứu của Freud và hỗ trợ một số ý tưởng và lý thuyết chính của ông.
Các quan điểm khác bao gồm những quan điểm của Hans Eysenck, tác giả của Decline and Fall of the Freudian Empire (1985) rằng Freud đã thiết lập lại nghiên cứu về tâm lý học và tâm thần học "bằng một thứ gì đó như năm mươi năm trở lên", và Malcolm Macmillan, người kết luận trong Freud Evaluated (1991) rằng "Phương pháp của Freud không có khả năng mang lại dữ liệu khách quan về các quá trình tinh thần". Morris Eagle tuyên bố rằng nó đã được "chứng minh khá thuyết phục rằng do tình trạng ô nhiễm nhận thức của dữ liệu lâm sàng xuất phát từ tình huống lâm sàng, những dữ liệu này có giá trị bằng chứng đáng ngờ trong việc kiểm tra các giả thuyết phân tâm học". Richard Webster, trong Why Freud Was Wrong (1995), đã mô tả phân tâm học có lẽ là giả khoa học phức tạp và thành công nhất trong lịch sử. Crews tin rằng phân tâm học không có giá trị khoa học hoặc trị liệu.
I.B. Cohen coi Giải thích giấc mơ của Freud là một tác phẩm khoa học mang tính cách mạng, tác phẩm cuối cùng được xuất bản dưới dạng sách. Ngược lại, Allan Hobson tin rằng Freud, bằng cách hùng biện làm mất uy tín các nhà điều tra giấc mơ thế kỷ 19 như Alfred Maury và Hầu tước de Hervey de Saint-Denis tại thời điểm nghiên cứu về sinh lý học của não chỉ mới bắt đầu, làm gián đoạn sự phát triển của lý thuyết giấc mơ có tính khoa học trong nửa thế kỷ. Nhà nghiên cứu giấc mơ G. William Domhoff đã tranh luận về những tuyên bố về lý thuyết giấc mơ của Freud được xác nhận..

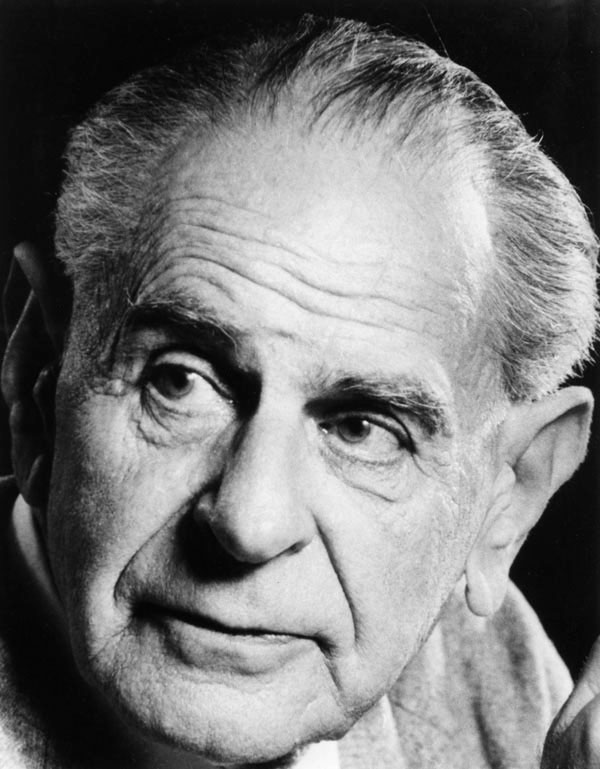
Karl Popper lập luận rằng các lý thuyết phân tâm học của Freud là không thể xác định được.

Nhà triết học Karl Popper, người lập luận rằng tất cả các lý thuyết khoa học thích hợp phải có khả năng sai, cho rằng các lý thuyết phân tâm học của Freud được trình bày dưới dạng không thể xác định được, có nghĩa là không có thí nghiệm nào có thể bác bỏ chúng. Nhà triết học Adolf Grünbaum lập luận trong The Foundations of Psychoanalysis (1984) rằng Popper đã nhầm lẫn và nhiều lý thuyết của Freud có thể kiểm chứng bằng thực nghiệm, một vị trí mà những người khác như Eysenck đồng ý. Nhà triết học Roger Scruton, viết trong Ham muốn tình dục (1986), cũng bác bỏ lập luận của Popper, chỉ ra lý thuyết đàn áp là một ví dụ về lý thuyết của Freud có những kết quả có thể kiểm chứng được. Tuy nhiên, Scruton kết luận rằng phân tâm học không thực sự khoa học, với lý do nó liên quan đến sự phụ thuộc không thể chấp nhận được vào phép ẩn dụ. Nhà triết học Donald Levy đồng ý với Grünbaum rằng các lý thuyết của Freud là sai lệch nhưng tranh chấp về sự tranh chấp của Grünbaum rằng thành công về mặt trị liệu chỉ là cơ sở dựa trên kinh nghiệm mà họ có thể chứng minh được bằng chứng lâm sàng được tính đến.
Trong một nghiên cứu về phân tâm học tại Hoa Kỳ, Nathan Hale đã báo cáo về "sự suy tàn của phân tâm học trong tâm thần học" trong những năm 1965-1985. Sự tiếp diễn của xu hướng này đã được Alan Stone lưu ý: "Khi tâm lý học học thuật trở nên 'khoa học' hơn và tâm thần học trở nên sinh học hơn, phân tâm học đang bị gạt sang một bên." Paul Stepansky, trong khi lưu ý rằng phân tâm học vẫn có ảnh hưởng trong nhân văn, đã ghi nhận "một số lượng nhỏ sinh viên ngành tâm thần chọn theo đuổi đào tạo phân tâm học" và "nền tảng phi phân tâm học của các chủ tịch khoa tâm thần tại các trường đại học lớn" là một trong số các bằng chứng mà ông trích dẫn cho kết luận của mình rằng "Những xu hướng lịch sử như vậy chứng thực cho việc bị gạt ra của phân tâm học trong tâm thần học Mỹ". Tuy nhiên Freud được xếp hạng là nhà tâm lý học được trích dẫn nhiều thứ ba trong thế kỷ 20 theo một đánh giá về khảo sát Tâm lý học Đại cương của các nhà tâm lý học và tâm thần học Mỹ, xuất bản năm 2002. Người ta cũng tuyên bố rằng trong việc vượt ra khỏi "Một cách chính thống mà nói, trong quá khứ không xa... những ý tưởng mới và nghiên cứu mới đã dẫn đến một sự hứng khởi mãnh liệt trong phân tâm học từ các ngành liên quan, từ nhân văn đến khoa học thần kinh và bao gồm cả phương pháp trị liệu phân tâm học".
Nghiên cứu trong lĩnh vực phân tâm học thần kinh gần đây, được thành lập bởi nhà thần kinh học và nhà phân tâm học Mark Solms, đã gây tranh cãi với một số nhà phân tâm học chỉ trích chính khái niệm này. Solms và các đồng nghiệp của ông đã lập luận rằng các phát hiện khoa học thần kinh là "nhất quán rộng rãi" với các lý thuyết của Freud chỉ ra các cấu trúc não liên quan đến các khái niệm của Freud như dục tình, ham muốn, vô thức và sự ức chế. Các nhà thần kinh học đã chứng thực công trình của Freud bao gồm David Eagleman, người tin rằng Freud "biến đổi tâm thần" bằng cách cung cấp "khám phá đầu tiên về cách mà các trạng thái ẩn của bộ não tham gia vào suy nghĩ và hành vi" và Eric Kandel, người đoạt giải Nobel rằng "phân tâm học vẫn đại diện cho quan điểm mạch lạc và trí tuệ nhất của tâm trí."

### Triết học

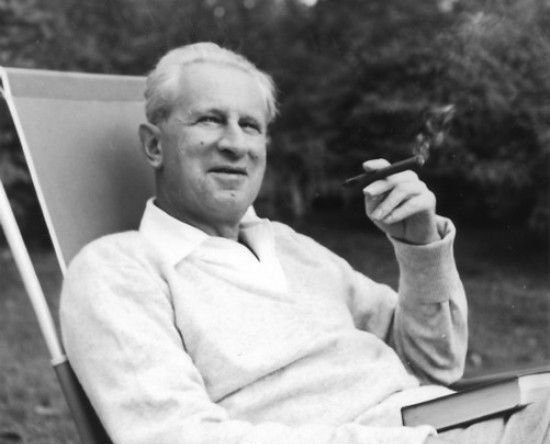
Herbert Marcuse đã thấy sự tương đồng giữa phân tâm học và Chủ nghĩa Mác.

Phân tâm học đã được giải thích là vừa cấp tiến vừa bảo thủ. Vào những năm 1940, nó đã được coi là bảo thủ bởi cộng đồng trí thức châu Âu và Mỹ. Các nhà phê bình bên ngoài phong trào phân tâm học, cho dù ở cánh tả hay cánh hữu đều coi Freud là một người bảo thủ. Fromm đã lập luận rằng một số khía cạnh của lý thuyết phân tâm học phục vụ lợi ích của phản ứng chính trị trong cuốn The Fear of Freedom (1942) của ông, một đánh giá được xác nhận bởi các nhà văn thông cảm ở cánh hữu. Trong Freud: The Mind of the Moralist (1959), Philip Rieff miêu tả Freud là một người thúc giục con người làm điều tốt nhất cho số phận bất hạnh không thể tránh khỏi và đáng được ngưỡng mộ vì lý do đó. Vào những năm 1950, Herbert Marcuse đã thách thức cách giải thích phổ biến lúc đó cho rằng Freud là một người bảo thủ trong Eros và Civilization (1955), cũng như Lionel Trilling trong Freud và Cuộc khủng hoảng văn hóa của chúng ta và Norman O. Brown trong Cuộc sống chống lại cái chết (1959). Eros và Civilization đã giúp đưa ra ý tưởng rằng Freud và Karl Marx đang giải quyết các câu hỏi tương tự từ các quan điểm khác nhau đáng tin cậy ở cánh tả. Marcuse chỉ trích chủ nghĩa xét lại tân Freud vì đã loại bỏ những lý thuyết có vẻ bi quan như bản năng chết, cho rằng chúng có thể bị biến thành một hướng không tưởng. Các lý thuyết của Freud cũng ảnh hưởng đến toàn bộ trường phái Frankfurt và lý thuyết phê phán.
Freud đã được so sánh với Marx bởi Reich, người đã thấy tầm quan trọng của Freud đối với tâm thần học song song với Marx đối với kinh tế học, và bởi Paul Robinson, người coi Freud là một nhà cách mạng có những đóng góp cho tư tưởng thế kỷ XX có thể so sánh với Marx những đóng góp cho tư tưởng thế kỷ XIX. Fromm gọi Freud, Marx và Einstein là "kiến trúc sư của thời hiện đại", nhưng bác bỏ ý kiến cho rằng Marx và Freud đều có ý nghĩa như nhau, cho rằng Marx vừa quan trọng hơn về mặt lịch sử vừa là một nhà tư tưởng tốt hơn. Tuy nhiên Fromm tin rằng Freud thay đổi vĩnh viễn cách hiểu bản chất con người. Gilles Deleuze và Félix Guattari viết trong Anti-Oedipus (1972) rằng phân tâm học giống như Cách mạng Nga ở chỗ nó đã bị hỏng gần như ngay từ đầu. Họ tin rằng điều này bắt đầu với sự phát triển của Freud về lý thuyết về phức hợp Oedipus mà họ coi là người duy tâm.
Jean-Paul Sartre phê bình lý thuyết của Freud về vô thức trong Bản thể và hư vô (1943), cho rằng ý thức về bản chất là tự ý thức. Sartre cũng cố gắng điều chỉnh một số ý tưởng của Freud vào tác phẩm của mình về cuộc sống con người, và do đó phát triển một "phân tâm học hiện sinh" trong đó các phạm trù nhân quả được thay thế bằng các phạm trù mục đích. Maurice Merleau-Ponty coi Freud là một trong những người dự đoán hiện tượng học, trong khi Theodor W. Adorno coi Edmund Husserl, người sáng lập hiện tượng học là đối nghịch triết học của Freud, viết rằng chính sách chống lại tâm lý học của Husserl có thể chống lại tâm lý học của Husserl. Paul Ricœur coi Freud là một trong ba "bậc thầy của sự nghi ngờ", cùng với Marx và Nietzsche, vì họ đã vạch trần 'sự dối trá và ảo tưởng của ý thức'. Ricœur và Jürgen Habermas đã giúp tạo ra một "phiên bản thông diễn của Freud", một trong đó "tuyên bố ông là người tiên phong quan trọng nhất của sự thay đổi từ một sự hiểu biết, chủ nghĩa kinh nghiệm của cõi người sang một chủ quan và giải thích căng thẳng." Louis Althusser đã rút ra khái niệm về sự xác định lại của Freud cho việc diễn giải lại tác phẩm Tư bản luận của Marx. Jean-François Lyotard đã phát triển một lý thuyết về vô thức đảo ngược tác phẩm của Freud về công trình mơ ước: đối với Lyotard, vô thức là một lực có cường độ được biểu hiện thông qua sự biến dạng chứ không phải ngưng tụ. Jacques Derrida nhận thấy Freud là một nhân vật quá cố trong lịch sử siêu hình học phương Tây và với Nietzsche và Heidegger, tiền thân của mặt cấp tiến của chính ông.
Một số học giả coi Freud tương đồng với Plato, cho rằng họ nắm giữ gần như cùng một lý thuyết về giấc mơ và có những lý thuyết tương tự về cấu trúc ba bên của tâm hồn hay tính cách con người ngay cả khi thứ bậc giữa các phần của linh hồn gần như bị đảo ngược. Ernest Gellner cho rằng các lý thuyết của Freud là một sự đảo ngược của Plato. Trong khi Plato nhìn thấy một hệ thống phân cấp vốn có trong bản chất của thực tế và dựa vào đó để xác nhận các quy tắc, Freud là một nhà tự nhiên học không thể theo cách tiếp cận như vậy. Lý thuyết của cả hai đã tạo ra sự song song giữa cấu trúc của tâm trí con người và xã hội nhưng trong khi Plato muốn củng cố siêu ngã, tương ứng với tầng lớp quý tộc, Freud muốn củng cố bản ngã, tương ứng với tầng lớp trung lưu. Paul Vitz so sánh phân tâm học của Freud với Triết lý của Thánh Thomas, lưu ý đến niềm tin của Thánh Thomas về sự tồn tại của một "ý thức vô thức" và "việc sử dụng thường xuyên từ và khái niệm 'libido' - đôi khi theo nghĩa cụ thể hơn Freud, nhưng luôn theo một cách cụ thể hơn đồng ý với việc sử dụng Freud. " Vitz cho rằng Freud có thể đã không biết lý thuyết về vô thức của mình gợi nhớ đến Aquinas.